# Tenis en Venezuela
Venezuela ha tenido escasos éxitos en el tenis, sin embargo Nicolás Pereira es considerado el mejor tenista venezolano, con los 2 títulos ATP que logró. En la era aficionada destacó Isaías Pimentel.

## Clasificación histórica
Lista con tenistas venezolanos que han estado sobre el lugar 200 de la clasificación ATP.